# Mylène & Rosanne
Mylène y Rosanne Waalewijn, nacidas el 12 de febrero de 2000, son gemelas y cantantes de la ciudad holandesa de Badhoevedorp.
En televisión, han aparecido en concursos como Kinderen voor Kinderen del canal holandés VARA en 2009 y 2010.
Rosanne comenzó a practicar gimnasia rítmica en 2009 y fue campeona holandesa protagonizando el musical Dik Trom.
Mylène ha cursado clases de ballet y ha participado en los musicales de Shrek y Joseph.
En 2013 representaron a Países Bajos en el Festival de la Canción de Eurovisión Junior 2013 con la canción Double Me (Doble yo en español), compuesta por ellas mismas con la ayuda de sus padres. Quedaron en octava posición (de un total de 12) con 59 puntos.